# Osipovkacultuur
De Osipovkacultuur (Russisch: Осиповская культура, Osipovskaja koeltoera) was een vroeg-neolithische cultuur in het Russische Verre Oosten, gedateerd op 11.000-8.000 v.Chr. Ze is vernoemd naar het voormalige dorp Osipovka nabij de spoorbrug over de Amoer bij Chabarovsk. Het aardewerk van de Osipovkacultuur behoort tot het oudste in Rusland. Ongeveer 20 sites zijn bekend, verspreid over een lengte van meer dan 450 km langs de Beneden-Amoer en de Oessoeri. Het waterpeil van de Amoer was in die periode ongeveer tien meter hoger dan het huidige, en de uiterwaarden van de Amoer vormden een uitgestrekt gebied met grote meren. Alleen de hoogste terrassen en heuvels staken als eilanden en schiereilanden boven de waterspiegel uit.
Door het warmer worden van het klimaat aan het einde van de laatste ijstijd verdween de mammoet als prooidier. Dezelfde klimaatsveranderingen zorgden echter voor een migratie van zalmen naar de in de Grote Oceaan uitmondende rivieren, zoals de Amoer. Dat leverde de bewoners van het Amoergebied een nieuwe, overvloedige voedselbron op. Er ontwikkelde zich een cultuur van sedentaire vissers. Omdat het aanbod echter in grote mate seizoensgebonden was, moest men methoden ontwikkelen om de vis te bewaren. Dit kon door drogen of roken, maar de meest waardevolle bewaarmethode was het conserveren in visolie, verkregen van de zalm. Hiervoor werden uit klei gevormde vaten gemaakt, die boven een vuur gebrand werden. 
Dit vroege aardewerk was erg zacht, gebakken bij een temperatuur van niet meer dan 350-400°C. Aan de klei werden grote hoeveelheden plantaardig materiaal toegevoegd. De potten werden meermaals gebruikt, waardoor zich dikke lagen roet en organisch materiaal afzetten. Onderzoek van de Rijksuniversiteit Groningen aan vroeg aardewerk van de Osipovkacultuur toonde aan dat het gebruikt werd om vis, waarschijnlijk trekzalm, te verwerken en visolie te verkrijgen. Dit betekende dat voedselvoorraden konden worden aangelegd, waardoor men voor langere periodes op eenzelfde plaats kon blijven wonen.
Landbouw breidde zich in de regio Amoer pas veel later en slechts beperkt uit. De belangrijkste bezigheid van de bevolking bleef jagen, vissen en verzamelen. Effectieve jachtwapens als pijl en boog waren alom vertegenwoordigd. De vissers gebruikten visnetten, en door de verhoogde opbrengst kon men tot een relatief sedentaire levensstijl overgaan. Er vormden zich grotere dorpsgemeenschappen van tot 50 of meer mensen. Er waren ten minste twee soorten woningen: kleine ronde schuilplaatsen op grondniveau voor tijdelijk gebruik, en grotere rechthoekige ongeveer 20-22cm verdiepte meer permanente bouwwerken.  
De gevonden kunst omvat kleine beeldjes van dieren zoals beren en vogels, symbolische afbeeldingen, kralen en hangers van opaal, siltsteen en groene nefriet. De meeste bodems in het Amoergebied zijn extreem zuur, dus er zijn praktisch geen vroege artefacten van botten, hout, schelpen of gewei bewaard gebleven, evenmin als zichtbare sporen van menselijke begrafenissen.
Stenen werktuigen omvatten tweezijdig bewerkte punten (bladvormig, ruitvormig, lansvormig, amandelvormig en andere configuraties), houtbewerkingsinstrumenten zoals dissels, eindschrapers, messen, hamers, aambeelden, netgewichten enz. Deze instrumenten weerspiegelen de complexe jacht-visserij-verzameleconomie waarin intensieve seizoensgebonden zalmvisserij een centrale rol speelde.